# نظريات الوقت
نظريات الوقت

النظرية الأولى: مصفوفة الاولويات لستيفين كوفي. 

النظرية الثانية: مبدأ باريتو قانون 80\20 . 

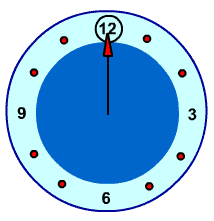

النظرية الثالثة: قانون باركنسون.

## النظريةالأولى نظرية الاولويات.
أي عمل نقوم به ينحصر في واحد من المربعات الأربعة التالية من مصفوفة الاولويات...المهم والعاجل.
|         | مستعجل                               | غير مستعجل                               |
| ------- | ------------------------------------ | ---------------------------------------- |
| مهم     | أمور مهمة مستعجلة (الطوارئ والإنتاج) | أمور مهمة غير مستعجلة (الجودة والفعالية) |
| غير مهم | أمور غير مهمة مستعجلة (الخداع)       | أمور غير مهمة غير مستعجلة (الهروب)       |

والتي تُقسّم أنشطتنا إلى أربع مجموعات حسب بُعدي الأهمية والاستعجال.

المربع الأول: هو مربع مهم ومستعجل: مربع الطوارئ... امور مهمة جدا ومستعجلة من الناحية الزمنية... مثال: عندك امتحان غدا.

المربع الثاني: وهذا هو مربع الناجحين وهو مربع التخطيط للأمور المهمة لكنها غير مستعجلة... مثال: التخطيط لرحلة..

المربع الثالث: أمور غير مهمة لكنها مستعجلة وغالبية الناس يظنون أن الامور المستعجلة هي المهمة... مثال: سيارتك بحاجة إلى وقود. 

المربع الرابع: مربع عكس المربع الأول.أمور غير مهمة وغير مستعجلة... مثال: دردشة على الإنترنت..

لا تنس ما يلي:
- لا تجعل حياتك طوارئ.

- لابد من التركيز على المهم غير العاجل.

- اقض معظم الوقت في أعمال المربع الثاني فتنظيم المربع الثاني يساعدك على تقليل أعمال المربع الأول 

- إذا كان أكثر من 60% من وقتك في المربع الثاني فقد نجحت في إدارة وقتك...أي حياتك 

- لنرتب الأولويات في حياتنا ولنبتعد عن الأمور غير المهمة

## النظرية الثانية: نظرية في تنظيم الوقت تسمى بنظرية (80/20) لباريتو
وتقول النظرية: بان هناك من يستطيع في 20% فقط من وقته ان ينجز 80% من المطلوب انجازه وذلك (بعدم التسويف والمماطلة واستغلال اوقات الذروة للنشاط) وهناك من يضيع 80% من وقته في انجاز 20% فقط من المطلوب انجازه..و هذا ليس استغلالا جيدا للوقت. ركّز على الانشطة التي تحقق عائدا كبيرا. قانون باريتو إن 20% من الوقت المنفق ينتج 80% من النتائج كما في الشكل التالي

## النظرية الثالثة: قانون باركنسون
قانون باركنسون: يقوم هذا القانون على مفهوم مؤداه أن العمل يُتوسَّع فيه لكي يملأ الوقت المتاح لإنجازه
وهذا يدعو إلى عدم تخصيص وقت أطول لتنفيذ عمل ما .

لأن أي مشروع يميل إلى استغراق الوقت المخصص له، فإذا خصصنا لمجموعة من الأفراد ساعتين لإنجاز مهمة معينه وخصصنا لمجموعة أخري من الأفراد 4 ساعات لإنجاز نفسا لمهمه، نجد أن كلا المجموعتان تنتهي في حدود الوقت المحدد لها. 

باختصار
تقول النظرية: يتمدد العمل كي يملأ الوقت المتاح لاستكماله. 

كيف تطبق النظرية: حوّل اعمالك إلى مشاريع، أي حدّد موعدا نهائيا لكل عمل من الأعمال والتزم بهذا الموعد، وابدأ بالأهم اولا ثم المهم ثم الاقل اهمية..

انظر إلى الشكل التوضيحي كيف يتمدد العمل